# 59. ročník udílení Filmových cen Britské akademie
59. ročník udílení Filmových cen Britské akademie se konal v Odeon Leicester Square v Londýně 19. února 2006. Moderátorem ceremoniálu byl Stephen Fry. Ocenění se předávalo nejlepším filmům a dokumentů britským i mezinárodním, které se promítali v britských kinech v roce 2005.

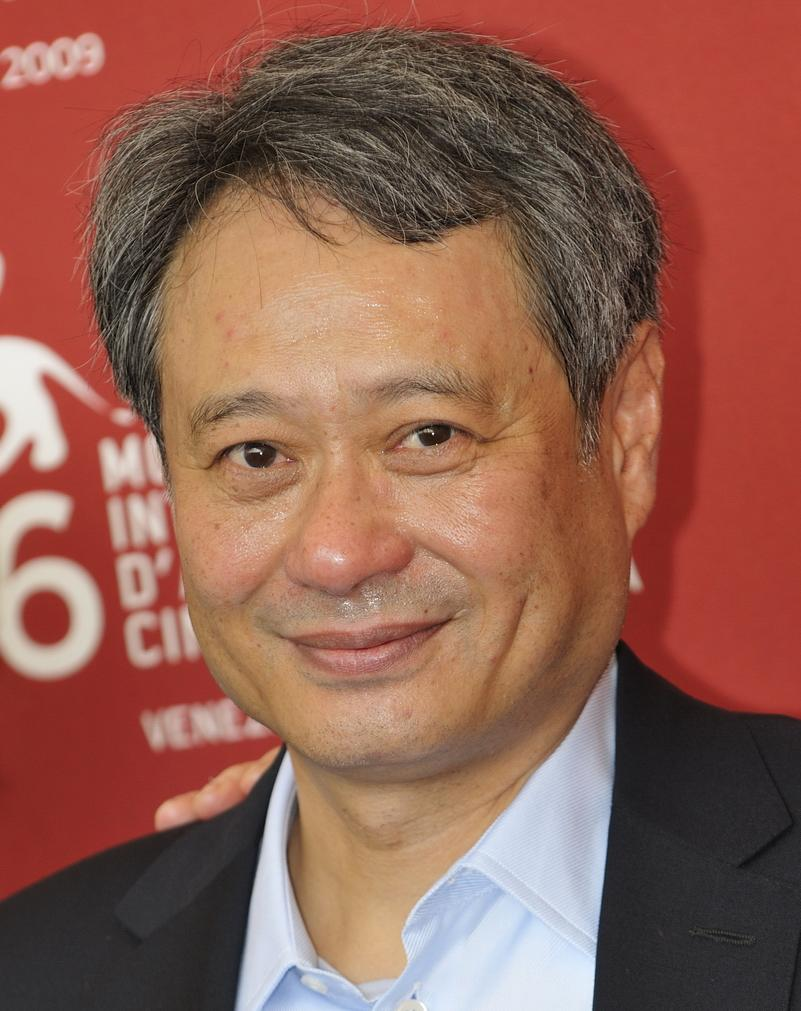
Ang Lee – vítěz v kategorii nejlepší režisér

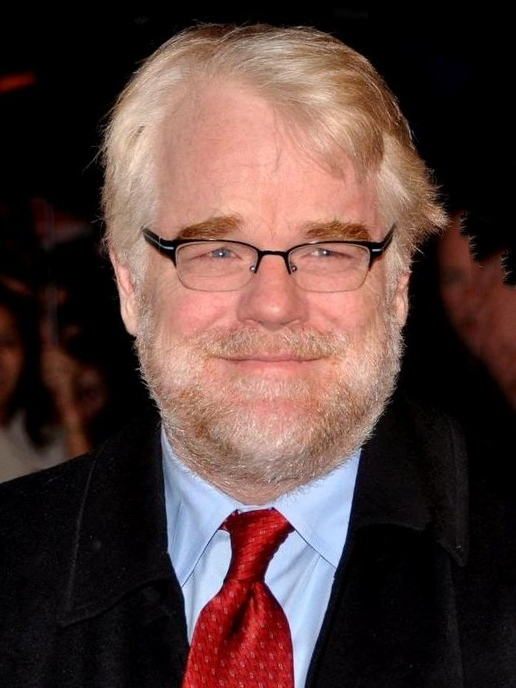
Philip Seymour Hoffman – vítěz v kategorii nejlepší herec v hlavní roli

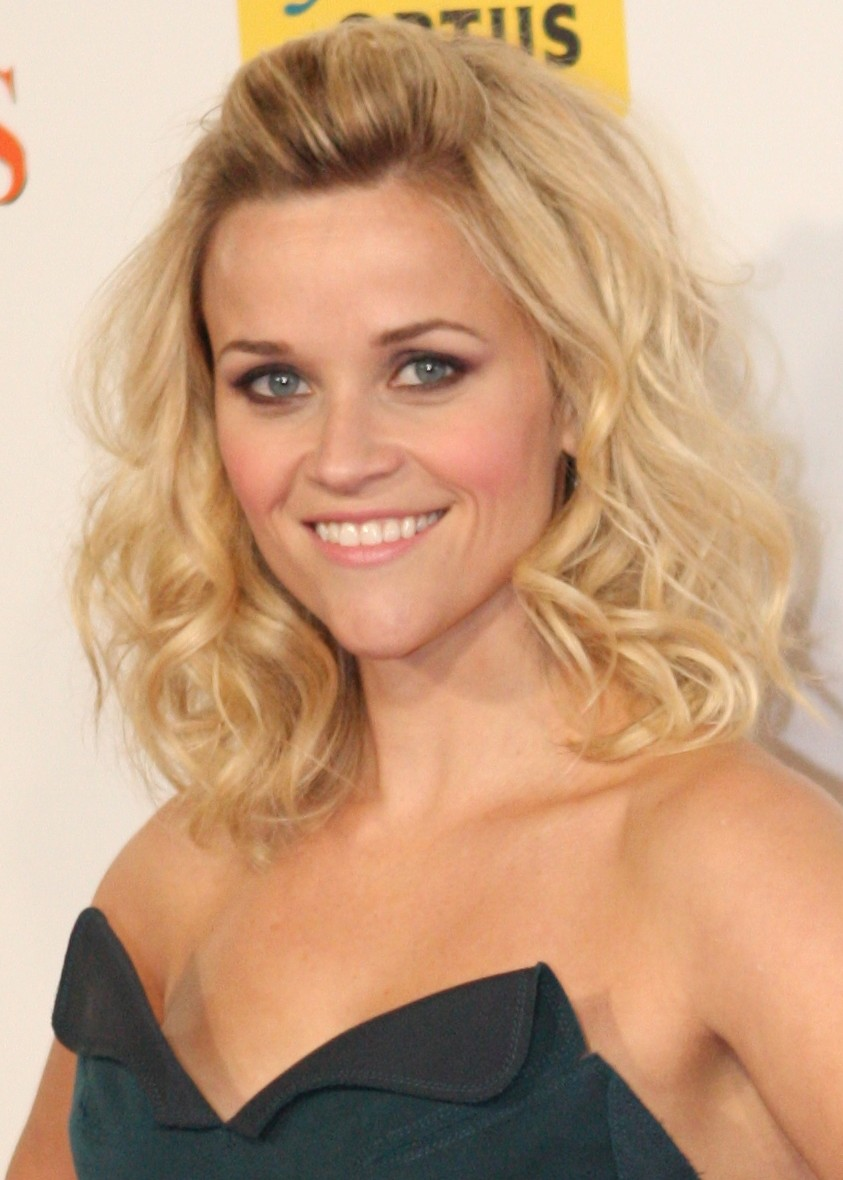
Reese Witherspoonová – vítězka v kategorii nejlepší herečka v hlavní roli

## Vítězové a nominovaní
Tučně jsou označeni vítězové.
| Nejlepší film | Nejlepší režisér |
| --- | --- |
| Zkrocená hora - Nepohodlný - Capote - Dobrou noc a hodně štěstí - Crash | Ang Lee – Zkrocená hora - George Clooney – Dobrou noc a hodně štěstí - Paul Haggis – Crash - Fernando Meirelles – Nepohodlný - Bennett Miller – Capote                                        |
| Nejlepší herec v hlavní roli | Nejlepší herečka v hlavní roli |
| Philip Seymour Hoffman – Capote - Ralph Fiennes – Nepohodlný - Heath Ledger – Zkrocená hora - Joaquin Phoenix – Walk the Line - David Strathairn – Dobrou noc a hodně štěstí                                                    | Reese Witherspoonová – Walk the Line - Judi Dench – Show začíná - Charlize Theron – Její případ - Rachel Weisz – Nepohodlný - Ziyi Zhang – Gejša                                              |
| Nejlepší herec ve vedlejší roli | Nejlepší herečka ve vedlejší roli |
| Jake Gyllenhaal – Zkrocená hora - George Clooney – Syriana - George Clooney – Dobrou noc a hodně štěstí - Matt Dillon – Crash - Don Cheadle – Crash                                                                             | Thandie Newton – Crash - Michelle Williamsová – Zkrocená hora - Frances McDormandová – Její případ - Brenda Blethyn – Pýcha a předsudek - Catherine Keener – Nepohodlný                       |
| Nejlepší původní scénář | Nejlepší adaptovaný scénář |
| Paul Haggis a Bobby Moresco – Crash - George Clooney a Grant Heslov – Dobrou noc a hodně štěstí - Akiva Goldsman a Cliff Hollingsworth – Těžká váha - Terry George a Keir Pearson – Hotel Rwanda - Martin Sherman – Show začíná | Larry McMurtry a Diana Ossana – Zkrocená hora - Dan Futterman – Capote - Jeffrey Caine – Nepohodlný - Josh Olson – Dějiny násilý - Deborah Moggach – Pýcha a předsudek                        |
| Nejlepší kamera | Nejlepší britský film |
| Gejša - Zkrocená hora - Nepohodlný - Crash - Putování tučňáků | Wallace & Gromit: Prokletí králíkodlaka - Tristram Shandy - Nepohodlný - Festival - Pýcha a předsudek                                                                                         |
| Nejlepší původní hudba | Nejlepší zvuk |
| John Williams – Gejša - Gustavo Santaolalla – Zkrocená hora - Alberto Iglesias – Nepohodlný - George Fenton – Show začíná - T-Bone Burnett – Walk the Line                                                                      | Walk the Line - Batman začíná - Nepohodlný - Crash - King Kong |
| Nejlepší výprava | Nejlepší speciální efekty |
| Harry Potter a Ohnivý pohár - Gejša - King Kong - Batman začíná - Karlík a továrna na čokoládu | King Kong - Letopisy Narnie: Lev, čarodějnice a skříň - Batman začíná - Karlík a továrna na čokoládu - Harry Potter a Ohnivý pohár                                                            |
| Nejlepší kostýmní design | Nejlepší masky |
| Gejša - Karlík a továrna na čokoládu - Show začíná - Pýcha a předsudek - Letopisy Narnie: Lev, čarodějnice a skříň | Letopisy Narnie: Lev, čarodějnice a skříň - Karlík a továrna na čokoládu - Harry Potter a Ohnivý pohár - Gejša - Pýcha a předsudek                                                            |
| Nejlepší střih | Nejlepší cizojazyčný film |
| Nepohodlný – Claire Simpson - Crash – Hughes Winborne - Zkrocená hora – Geraldine Peroni a Dylan Tichenor - Putování tučňáků – Sabine Emiliani - Dobrou noc a hodně štěstí – Stephen Mirrione                                   | Tlukot mého srdce se zastavil - Velká cesta - Merry Christmas - Kung-fu mela - Tsotsi |
| Nejlepší krátký animovaný film | Vycházející hvězda |
| Fallen Art - Film Noir - Kamiya's Correspondence - The Mysterious Geographic Explorations of Jasper Morello - Rabbit | James McAvoy – Letopisy Narnie: Lev, čarodějnice a skříň - Gael García Bernal – The King - Chiwetel Ejiofor – Sexy botky - Rachel McAdams – Nesvatbovi - Michelle Williamsová – Zkrocená hora |